# نهان مکن
 نهان مکن نام یک آلبوم موسیقی اثر علیرضا عصار، هنرمند ایرانی است که در سبک پاپ تهیه شده و دارای ۱۰ آهنگ است.

## فهرست آهنگ‌ها
| ردیف | آهنگ             |
| ۱    | چشمهٔ خورشید      |
| ۲    | بن بست           |
| ۳    | هویت۱            |
| ۴    | هویت             |
| ۵    | خواب آخر         |
| ۶    | نهان مکن         |
| ۷    | بغض۱             |
| ۸    | بغض              |
| ۹    | گون              |
| ۱۰   | (هویت (بدون کلام |